# ويليام بيير
ويليام بيير (بالألمانية: William Beier)‏ هو متزلج فني ألماني، ولد في 2 نوفمبر 1982 في مانيلا في الفلبين.

## وصلات خارجية
- ويليام بيير على موقع الاتحاد الدولي للتزلج (الإنجليزية)
- ويليام بيير على موقع أوليمبيديا (الإنجليزية)